# Referèndum sobre els partits polítics a Luxemburg
El 6 de juny de 1937 es va celebrar un referèndum sobre la Llei d'Ordre a Luxemburg. Així, es va consultar als votants si aprovaven la nova llei (loi d'ordre), la qual podia prohibir qualsevol partit polític que intentés canviar la constitució o la legislació del país mitjançant violència o amenaça. Aquesta llei va comportar la dissolució del Partit Comunista de Luxemburg, i va passar a ser coneguda com a la Maulkuerfgesetz ('llei mordassa' o loi muselière).
La proposta fou rebutjada pels votants, fet que va provocar la dimissió del primer ministre Joseph Bech, que fou substituït per Pierre Dupong.
La llei havia estat proposada pel Partit de la Dreta, que amb anterioritat havia anat derivant cap a una posició cada vegada més autoritària durant la dècada de 1930. Les protestes en contra d'aquesta llei estaven liderades pel Partit Socialista, pels sindicats i per membres joves del Partit Radical Liberal. Amb la creença que tenien la major part del suport de la població, Bech va acceptar la celebració del referèndum sobre la llei poc abans que aquesta fos aprovada per la Cambra de Diputats en una votació que va acabar vencent per 34 a 19.

## Resultats
| Opció                 | Vots    | %    |
| --------------------- | ------- | ---- |
| A favor               | 70,371  | 49.3 |
| En contra             | 72,300  | 50.7 |
| Nul/Vots en blanc     | 10,815  | –    |
| Total                 | 153,486 | 100  |
| Votants registrats    |         |      |
| Font: Nohlen & Stöver |         |      |